# Karl Rosell
Karl Justus Rosell, född 14 augusti 1903 i Tolg i Kronobergs län, död 18 januari 1983 i Sollentuna, var en svensk målare.
Han var son till komministern Johan Justus Rosell och Hilma Elisabeth Bengtsson och från 1940 gift med Anna Elisabet Jonas. Rosell studerade vid Konsthögskolan i Stockholm 1929–1935 och under studieresor till bland annat Italien och Spanien. Tillsammans med Ivan Ekedahl ställde han ut på konstsalong Rålambshof 1946 och separat ställde han bland annat ut i Örnsköldsvik. Han medverkade i Sveriges allmänna konstförenings höstutställningar på Liljevalchs konsthall, Sundbybergarnas utställningar samt utställningar med i Bromma bosatta konstnärer. Hans konst består av landskapsmotiv från Gotland, Nordingrå, Stockholm och Sicilien utförda i akvarell eller olja.